# Оливия Уайлд
Оливия Уайлд (на английски: Olivia Wilde) е американска актриса. Тя е играла в няколко сериала, сред които „Ориндж Каунти“ и „Д-р Хаус“.

## Ранен живот
Уайлд е родена на 10 март 1984 г. в Ню Йорк, САЩ. Майка ѝ Лесли Кокбърн е продуцент на „60 Минути“ и журналист, а баща ѝ Андрю Кокбърн е ирландски журналист, точно както и чичовците ѝ Александър и Патрик. Неин дядо е видният писател и журналист Клод Кокбърн. Оливия е искала да стане актриса още на 2-годишна възраст.

## Кариера

### Ранна кариера
Уайлд се появява в Jewel Goldman на краткотрайния телевизионен сериал Skin (2003 – 2004) на FOX. Става известна с ролята си на Алекс Келив „Кварталът на богатите“ (2004 – 2005). Впоследствие има поддържаща роля в „Съседка за секс“ (2004), „Разговорите с други жени“ (2005), Bickford Shmeckler's Cool Ideas (2006), Turistas (2006) и „Алфа дог“ (2006). През 2007 г. участва в театралната постановка на Бродуей „Красота на лозата“ – политически трилър, в който играе три различни героя.
Кандидатства за ролята на момичето на Бонд в „Казино Роял“, но Ева Грийн печели ролята. През 2005 г. Оливия Уайлд е на 61. място в Maxim magazine's Hot 100. През 2006 г. е на място номер 95 според FHM за най-красивите жени в света. През 2009 г. е на първо място в Maxim magazine's Hot 100. Играе и във филма „Дилъри на време“.

### Участие в „Д-р Хаус“ 2007 – 2012
През септември 2007 г. Уайлд се присъединява към актьорския състав на медийно-драматичния телевизионен сериал FOX „Д-р Хаус“. Тя изиграва ролята на д-р Реми „Тринадесет“ Хадли, потаен и бисексуален млад интернист с болестта на Хънтингтън, който е подбран от Хаус измежду редица кандидати, за да се присъедини към неговия медицински екип. Първата ѝ поява в сериала е в епизода, The Right Stuff. Тя участва в сезони 4 – 7 на сериала. Този сериал дава тласък на нейната кариера.

### Участие в мейнстрийма 2013 – 2018
През 2013 г. Уайлд пише статия, наречена Do's and Don'ts of Turning 30, която е публикувана в списание Glamour. Тя участва във и е изпълнителен продуцент на Drinking Buddies (2013), в който участват Джейк Джонсън и Ана Кендрик. Тя има поддържаща роля като асистент на магьосника Джейн в „Невероятния Бърт Уондстоун“ (2013). Тя също играе Сузи Милър в биографичната драма Rush (2013), с Джеймс Хънт и Ники Лауда.
Уайлд играе ролята на Елизабет Робъртс, трофейна съпруга, която влиза във фармацевтичния живот и взима от него щастие, свързано със секс, наркотици и евентуално смърт. Тя участва като Беатрис Феърбанкс в „Най-дългата седмица“ (2014), както и заедно с Джейсън Бейтман и Били Крудъп, като средата на любовен триъгълник между заможен дрифър и най-добрия му приятел.
През 2015 г. става посланик на марката H & M's Conscious Exclusive. Уайлд участва в трилъра „Ефект на Лазар“ (2015) като Зоя, медицински изследовател, който е случайно убит, след което се съживява с чудодеен серум с неприятни странични ефекти. Уайлд също участва и продуцира драмата Meadowland (2015), режисирана от Рийд Морано от сценарий на Крис Роси. Премиерата на филма е на филмовия фестивал „Трибека“ в Ню Йорк на 17 април 2015 г. Тя играе Елинор в Love the Coopers (2015).
През 2016 г. Уайлд режисира музикален клип за Едуард Шарп и Магнитните нули, съчетавайки се с ДП, Рийд Морано. След това Уайлд работи с американската рок група Red Hot Chili Peppers, като режисира музикалния клип за песента им Dark Necessities за албума си The Getaway. Уайлд играе ролята на Девън Финестра в рокенрол драматичния сериал на HBO, Vinyl (2016).

## Личен живот
Оливия Уайлд сключва брак с Тео Русполи, известен режисьор и фотограф на 7 юни 2003 г, но впоследствие се развеждат след девет години брак. Между 2011 и 2020 година живее с актьора Джейсън Судейкис, от когото има едно дете.

## Частична филмография
Кино
- 2004 – „Съседка за секс“ (The Girl Next Door)
- 2005 – „Разговори с други жени“ (Conversations with Other Women)
- 2006 – „Алфа дог“ (Alpha Dog)
- 2007 – „На живот и смърт“ (The Death and Life of Bobby Z)
- 2009 – „Година първа: Запознай се с предците си“ (Year One)
- 2010 – „Следващите три дни“ (The Next Three Days)
- 2010 – „Трон: Заветът“ (Tron: Legacy)
- 2011 – „Каубои и извънземни“ (Cowboys & Aliens)
- 2011 – „Размяната“ (The Change-Up)
- 2011 – „Дилъри на време“ (In Time)
- 2012 – „Примката“ (Deadfall)
- 2012 – „Думите“ (The Words)
- 2013 – „Феноменалният Бърт Уондърстоун“ (The Incredible Burt Wonderstone)
- 2013 – „С пълна газ“ (Rush)
- 2013 – „Тя“ (Her)
- 2014 – „Химията на живота“ (Better Living Through Chemistry)

Телевизия
- 2004 – 2005 – „Ориндж Каунти“ (The O.C.)
- 2007 – 2012 – „Д-р Хаус“ (House)

Като режисьор
- Зубрачките (Booksmart) (2019)
- Не се тревожи, скъпа (Don't Worry Darling) (2022)